# デクスター・リー
デクスター・リー（Dexter Lee、1991年1月18日 ‐ ）は、ジャマイカの陸上競技選手。専門は短距離走。100mで10秒06の自己ベストを持つ、2011年大邱世界選手権の男子4×100mリレー金メダリストである（予選のみ出場）。また、世界ユース選手権と世界ジュニア選手権の男子100mでジャマイカ選手初の金メダルを獲得した選手であり、世界ジュニア選手権の100mを連覇した唯一の選手である。

## 経歴

### 2007年
7月、オストラヴァで開催された世界ユース選手権の男子100mとメドレーリレーに出場。男子100mは決勝で10秒51（-0.4）をマークし、同じジャマイカのニッケル・アシュミードに0秒03差で競り勝ち、この種目でジャマイカ選手初となる優勝を成し遂げた。また、これは主要世界大会（オリンピック・世界選手権・世界ジュニア選手権・世界ユース選手権・ユニバーシアード）を通じて、ジャマイカ選手が男子100mで獲得した初の金メダルでもあった。男子メドレーリレーは決勝で1走を務めると、1分52秒18のユースジャマイカ最高記録（当時）をマークしての銅メダル獲得に貢献した。

### 2008年
7月、ブィドゴシュチュで開催された世界ジュニア選手権の男子100mと4×100mリレーに出場。男子100mは決勝で10秒40（-0.8）をマークし、Wilhelm van der Vyver（10秒42）とTerrell Wilks（10秒45）を破り、この種目でジャマイカ選手初となる優勝を成し遂げた。また、世界ユース選手権と世界ジュニア選手権の男子100mで金メダルを獲得した史上4人目の選手となった。男子4×100mリレーは決勝で2走を務めると、アメリカ（38秒98）に次ぐ39秒25で銀メダル獲得に貢献した。

### 2010年
7月、モンクトンで開催された世界ジュニア選手権の男子100mと200mと4×100mリレーに出場。男子100mは2大会連続で決勝に進出すると、決勝では10秒21（-0.7）をマークし、チャールズ・シルモン（10秒23）とジミー・ヴィコ（10秒28）を破り2連覇を達成した。100mでの2連覇は女子も含めて大会史上初の快挙だった。世界大会初出場となった男子200mは予選で不正スタートのため失格に終わった。男子4×100mリレーでは決勝でアンカーを務めると、アメリカ（38秒93）に次ぐ39秒55で銀メダル獲得に貢献した。

### 2011年
9月、大邱で開催された世界選手権の男子4×100mリレーに出場。予選では決勝に向けて温存されたウサイン・ボルトに代わりアンカーを務め、38秒07をマークしての決勝進出に貢献したが、決勝での出番はなかった。ジャマイカは優勝し、予選を走ったリーもシニアの世界大会で初のメダルとなる金メダルを手にした。

## 自己ベスト
記録欄の（　）内の数字は風速（m/s）で、+は追い風を意味する。
| 種目 | 記録          | 年月日        | 場所                 | 備考 |
| 屋外 | 屋外          | 屋外          | 屋外                 | 屋外 |
| ---- | ------------- | ------------- | -------------------- | ---- |
| 100m | 10秒06 (+2.0) | 2011年5月22日 | サンパウロ           |      |
| 200m | 20秒86 (+1.0) | 2010年6月13日 | スパニッシュ・タウン |      |
| 室内 |               |               |                      |      |
| 60m  | 6秒66         | 2010年2月12日 | フェイエットビル     |      |

## 主要大会成績
備考欄の記録は当時のもの
| 年   | 大会                                           | 場所               | 種目      | 結果 | 記録            | 備考                 |
| ---- | ---------------------------------------------- | ------------------ | --------- | ---- | --------------- | -------------------- |
| 2006 | カリフタゲームズ (U17) (en)                    | レザビーム         | 100m      | 優勝 | 10秒72 (+0.8)   |                      |
| 2006 | カリフタゲームズ (U17) (en)                    | レザビーム         | 4x100mR   | 優勝 | 41秒39 (4走)    |                      |
| 2006 | 中央アメリカ・カリブ ジュニア選手権 (U17) (en) | ポートオブスペイン | 100m      | 2位  | 10秒68 (+1.8)   |                      |
| 2006 | 中央アメリカ・カリブ ジュニア選手権 (U17) (en) | ポートオブスペイン | 4x100mR   | 優勝 | 40秒83 (4走)    |                      |
| 2007 | カリフタゲームズ (U17) (en)                    | プロビデンシアリス | 100m      | 優勝 | 10秒34 (+1.0)   | 大会記録             |
| 2007 | カリフタゲームズ (U17) (en)                    | プロビデンシアリス | 200m      | 優勝 | 21秒09 (+1.2)   | 大会記録             |
| 2007 | カリフタゲームズ (U17) (en)                    | プロビデンシアリス | 4x100mR   | 優勝 | 41秒11          |                      |
| 2007 | 世界ユース選手権                               | オストラヴァ       | 100m      | 優勝 | 10秒51 (-0.4)   | ジャマイカ男子初優勝 |
| 2007 | 世界ユース選手権                               | オストラヴァ       | メドレーR | 3位  | 1分52秒18 (1走) |                      |
| 2008 | カリフタゲームズ (U20) (en)                    | バセテール         | 100m      | 2位  | 10秒48 (+0.1)   |                      |
| 2008 | カリフタゲームズ (U20) (en)                    | バセテール         | 4x100mR   | 優勝 | 39秒80 (4走)    |                      |
| 2008 | 世界ジュニア選手権                             | ブィドゴシュチュ   | 100m      | 優勝 | 10秒40 (-0.8)   | ジャマイカ男子初優勝 |
| 2008 | 世界ジュニア選手権                             | ブィドゴシュチュ   | 4x100mR   | 2位  | 39秒25 (2走)    |                      |
| 2009 | パンアメリカン ジュニア選手権 (en)             | ポートオブスペイン | 100m      | 4位  | 10秒33 (+0.7)   |                      |
| 2009 | パンアメリカン ジュニア選手権 (en)             | ポートオブスペイン | 4x100mR   | 3位  | 40秒06 (4走)    |                      |
| 2010 | 世界ジュニア選手権                             | モンクトン         | 100m      | 優勝 | 10秒21 (-0.7)   | 大会初の連覇達成     |
| 2010 | 世界ジュニア選手権                             | モンクトン         | 200m      | 予選 | DQ              | フライング           |
| 2010 | 世界ジュニア選手権                             | モンクトン         | 4x100mR   | 2位  | 39秒55 (4走)    |                      |
| 2011 | 中央アメリカ・カリブ選手権 (en)                | マヤグエス         | 100m      | 3位  | 10秒18 (-0.5)   |                      |
| 2011 | 中央アメリカ・カリブ選手権 (en)                | マヤグエス         | 4x100mR   | 優勝 | 38秒81 (2走)    |                      |
| 2011 | 世界選手権                                     | 大邱               | 4x100mR   | 予選 | 38秒07 (4走)    | 決勝進出             |
| 2015 | パンアメリカン競技大会 (en)                    | トロント           | 4x100mR   | 決勝 | DNF (2走)       |                      |